# إل جي برادا
إل جي برادا (بالإنجليزية: LG Prada) هو هاتف محمول من إل جي أليكترونيكس، تم طرحه في الأسواق في ديسمبر 2008.

## الخصائص
- الكاميرا الخلفية: 2 ميجابكسل
- الشاشة: شاشة لمس
- الوزن: 85 غرام